# Bermuda International 1964
Die Bermuda International 1964 fanden an mehreren Spieltagen vom 30. März bis zum 4. Mai 1964 in Hamilton statt. Es war die erste Austragung dieser internationalen Titelkämpfe der Bermudas im Badminton.

## Sieger und Finalisten
| Disziplin    | Gold                             | Silber                       |
| ------------ | -------------------------------- | ---------------------------- |
| Herreneinzel | Barry Richardson                 | Raymond McNeill              |
| Dameneinzel  | Barbara Smith                    | Pat Cattell                  |
| Herrendoppel | Peter Scott Eric Allwood         | Barry Richardson Alec York   |
| Damendoppel  | Annie Longard Gladys Longard     | Moira MacDonald Brenda Rouse |
| Mixed        | Barry Richardson Moira MacDonald | Peter Scott Annie Longard    |